# Alvise II Mocenigo
Pour les autres membres de la famille, voir Mocenigo.
Alvise II Mocenigo (né le 3 janvier 1628 à Venise et mort le 6 mai 1709 dans la même ville) est le 110e doge de Venise, élu en 1700, son dogat dure jusqu'en 1709.
Homme dévot et de faible compétence politique, il se limite à une administration simple et ordinaire se préoccupant que la République reste neutre lors de la  guerre de Succession d'Espagne.

## Biographie
Alvise II Mocenigo est le fils d'Alvise et d'Adriana Grimani. C'est un homme riche qui préfère faire du commerce en Orient pour augmenter encore plus le patrimoine qu'il doit partager avec huit frères, tous prénommé Alvise, comme leur père. Il commence sa carrière politique très tard et utilise, sans scrupule, son argent pour obtenir des charges importantes. Il réussit à devenir ambassadeur puis sage du conseil. Mocenigo est podestat de Padoue de 1684 à 1686 puis il occupe le poste d'administrateur de Morea. Considéré comme vaniteux et narcissique, il ne se marie pas et il se montre tellement dévot qu'il a la réputation même à l'époque d'avoir une vision restreinte des choses et d'être fanatique. Comme précédemment, c'est par l'argent qu'il réussit à être élu doge le 17 juillet 1700 au premier tour de scrutin avec 40 voix sur 41.

### Le dogat

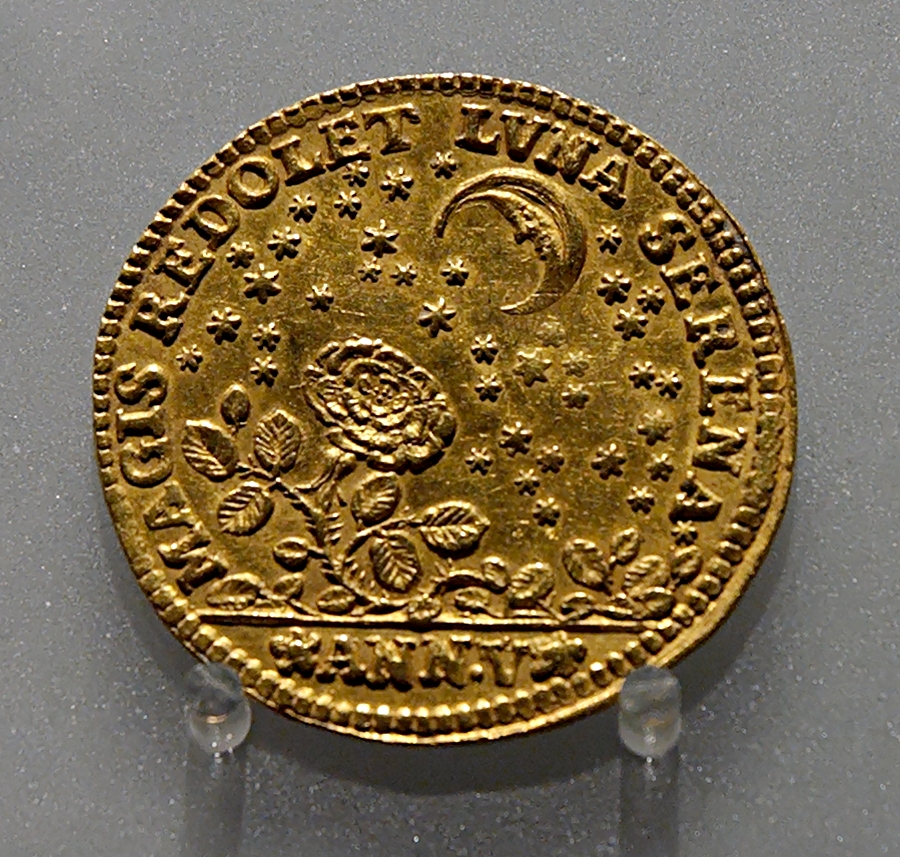
Monnaie du doge Alvise Mocenigo II de 1704.

Il réussit à tenir la République hors de la guerre de Succession d'Espagne, la préservant d'une guerre inutile pour les intérêts vénitiens même si le passage des troupes françaises et espagnoles ravage la terre ferme. Il ne se produit rien pendant ce dogat qualifié de tranquille ; la longue décadence de la République débute qui se conclut avec sa chute en 1797.
Au cours du rigoureux hiver 1709, l'eau de la lagune gèle, et il prend froid et ressent les premiers signes de la maladie qui va l'emporter. La mort l'emporte en mai 1709. Peu aimé par le peuple et la noblesse, bien que Mocenigo ne se soit pas montré un mauvais doge, les gens du peuple se réjouissent de sa disparition.
Il est enterré dans l'église San Stae.

## Sources
- (it) Cet article est partiellement ou en totalité issu de l’article de Wikipédia en italien intitulé « Alvise II Mocenigo » (voir la liste des auteurs).